# Премијерски ауто (Уједињено Краљевство)
Премијерски ауто је назив за возила произведена у Британији и која користи премијер Уједињеног Краљевства. Садашње возило је блиндирани, подешени модел Јагуар XJ Sentinel, са 5,0 литарским В8 мотором. Премијерске и министарске лимузинаме контролише Владина агенција за аута, извршна агенција Одељења за трaнспорт. Возила се одржавају и складиштена су на адреси Даунинг стрит 10. Возилима управљају посебно обучени возачи из специјалних јединица, и у пратњи су Рејнџ Ровера и службеника Заштитне команде.
Возило из садашњег састава модела је први пут коришћен када је новоизабрани премијер, Дејвид Камерон стигао до Даунинг стрит 10, 13. маја 2010. године.
Дана 12. августа 2011. године, једно од возила из састава је оштећено када је возач удубио возило на високи ивичњак у Солфорду, иако је ауто био у могућности да се удаљи.

## Опште спецификације
Многи детаљи не подлежу објављивању, али је процењено да садашњи Јагуарови модели вреде до 300.000 £. Њих одликује више сигурносних карактеристика, укључујући и челичну плочу дугачку 13 mm која је отпорна на експлозије испод тела возила, кабине прекривене титанијумом и кевларом, блиндирани прозори отпорни на метке, са пооштреним поликарбонатским стаклом, посебним гумама и просторима за пушке, које би омогућиле телохранитељима да узврате ватру потенцијалним нападачима. Кола такође поседују независну, само-издрживу залиху кисеоника, која би заштитила премијера и друге путнике против хемијских или биолошких напада. Кола такође одликују системи за комуникацију и конференције, високо дефинисана телевизија, ноћна видљивост, као и подесна задња седишта за масажу са грејањем и хлађењем, и Бауер и Вилкинс сараунд озвучење од 1200 вати, 20 долби 7.1 звучника. Возило је степен Б7 блиндирано, и схваћено је да може да одоли експлозији еквивалента 15 кг ТНТ и може да издржи варијетет напада других оружја у стању да значајно оштете оклоп.
Возило поседује бензински мотор капацитета 5,0 литара са снагом 503 КС, са максималном брзином од 195 km/h, и у стању је да достигне 100 km/h од мировања за 9,4 секунде, спорије од оригиналне верзије, због веће тежине возила.